# 迎沢区
迎沢区（げいたく-く）は中華人民共和国山西省太原市に位置する市轄区。

## 行政区画
- 街道:柳巷街道、文廟街道、廟前街道、迎沢街道、橋東街道、老軍営街道

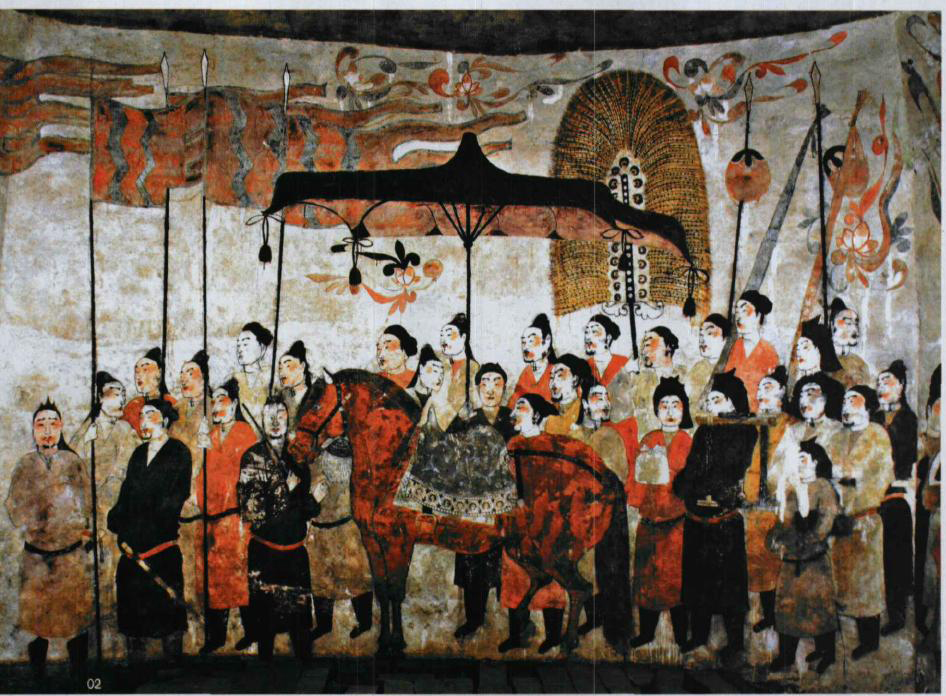
徐顕秀墓の北斉時代の壁画

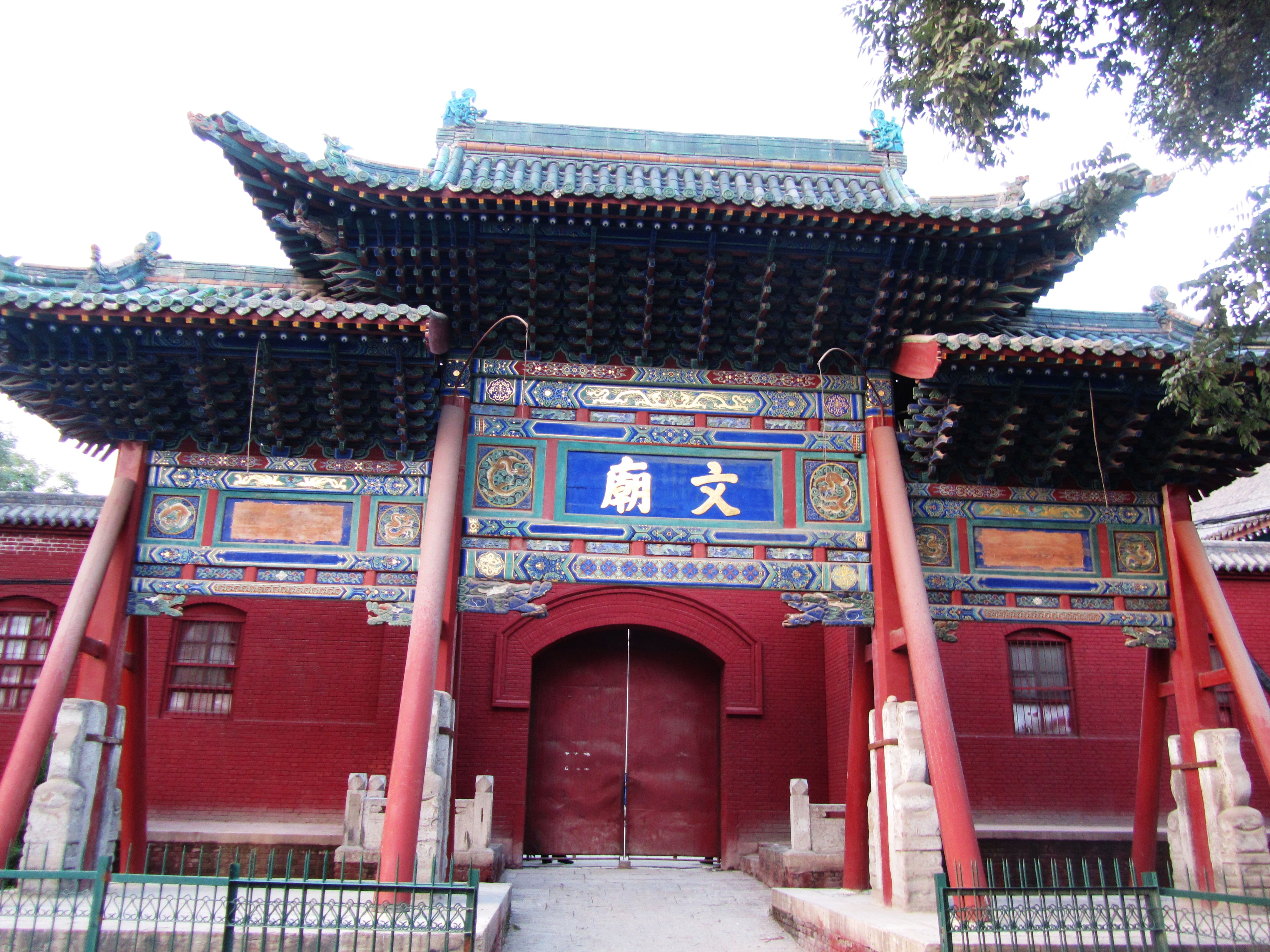
太原府文廟

- 鎮:郝荘鎮